# Antropomorphia
Antropomorphia (siehe Anthropomorphismus) ist eine niederländische Death-Metal-Band aus Tilburg, die im Jahr 1989 unter dem Namen Dethroned Empire gegründet wurde, sich 1999 vorerst auflöste und 2009 wieder zusammenfand.

## Geschichte
Die Band wurde im Jahr 1989 unter dem Namen Dethroned Empire von dem Sänger und Gitarristen Ferry Damen, dem Schlagzeuger Marco Stubbe und dem Gitarristen Vincent van Boxtel gegründet. Im selben Jahr nahmen sie ihre ersten Demos auf, wobei sie hier von Bands wie Hellhammer, Celtic Frost, Infernäl Mäjesty und Bathory beeinflusst wurden. Von 1990 bis 1993 änderte sich dann die musikalische Ausrichtung der Band Richtung Death Metal. Daraufhin änderte sie ihren Namen in Antropomorphia. Zur selben Zeit kam der Bassist Marc van Stiphout hinzu, welcher die Besetzung vervollständigte. In den nächsten eineinhalb Jahren schrieb die Gruppe weitere neue Lieder, woraus das Demo Bowel Mutilation entstand, das im RS29 Studio unter der Leitung des Produzenten Oscar Holleman aufgenommen wurde und Anfang 1992 veröffentlicht wurde. Kurz nach dem Erscheinen erreichte die Band einen Vertrag bei dem schweizerischen Label Blackened Records, worüber in der zweiten Hälfte des Jahres 1993 die EP Necromantic Love Songs veröffentlicht wurde. Daraufhin folgten viele Auftritte, die im Jahr 1994 fortgesetzt wurden. Im Jahr 1995 folgte mit I Have My Way ein weiteres Demo, das jedoch nicht zu dem erhofften Plattenvertrag führte. Im Jahr 1999 trennte sich die Band von ihrem Gitarristen Vincent van Boxtel. Die Band entschloss sich vorerst das Projekt zu pausieren, da die Mitglieder auch noch mit anderen Projekten beschäftigt waren. Während dieser Zeit arbeiteten sie jedoch noch immer an neuen Liedern.
Im Jahr 2009 fand die Band wieder zusammen und bestand aus Ferry Damen, Marco Stubbe und dem Bassisten Marc van Stiphout. Im Jahr 2010  nahm die Band ihr erstes Album auf, das jedoch nicht veröffentlicht wurde. Anfang 2011 gaben Antropomorphia  ihr erstes Konzert seit zehn Jahren. Während die Band an neuen Liedern arbeitete, veröffentlichte sie die Kompilation Necromantic Love Songs The Crypt Records, die die gleichnamige EP, sowie das Demo Bowel Mutilation enthielt. Ende 2011 nahmen Antropomorphia ihr Debütalbum Evangelivm Nekromantia in den Necromorbus Studios unter der Leitung von Tore Stjerna auf. Das Album erschien im Jahr 2012 bei Metal Blade Records. In Deutschland wurde Evangelivm Nekromantia am 22. April 2013 aufgrund des Coverartworks und der Texte von der Bundesprüfstelle für jugendgefährdende Medien indiziert.

## Stil
In ihrer Anfangszeit, als sich die Band noch Dethroned Empire nannte, orientierte sich die Band noch an Bands wie Hellhammer, Celtic Frost und Bathory. Später näherte sie sich dem klassischen Death Metal an, der mit der Musik von Grave und Dismember vergleichbar ist. Inhonorus von stormbringer.at verglich die musikalische Atmosphäre der Band mit den früheren Grave und Dismember.

## Diskografie
- Bowel Mutilation (Demo, 1992, Selbstverlag)
- Necromantic Love Songs (EP, 1993, Blackened Records)
- I Have My Way (Demo, 1995, Selbstverlag)
- Necromantic Love Songs (Kompilation, 2011, The Crypt Records)
- Evangelivm Nekromantia (Album, 2012, Metal Blade Records)
- Rites ov Perversion (Album, 2014, Metal Blade Records)
- Sermon ov Wrath (Album, 2017, Metal Blade Records)
- Merciless Savagery (Album, 2019, Metal Blade Records)
- Devoid of Light (Album, 2025, Testimony Records)